# 布埃亞大學
布埃亞大學（英語：University of Buea），一译博雅大学，是非洲国家喀麦隆共和国的一所公立大学，位於该国西南区首府布埃亞。

## 校史
喀麦隆独立之初，该国大学多为英、法双语授课的大学，但当时的大学仍然以法语授课为主，故对于西南区、西北区等英语区出身的学生并不友善；1992年4月13日，喀麦隆政府通过第92/0474号政令，决定在该国英語區城市布埃亞成立布埃亚大学，為該國第一所以全英语授课的大學。在2010年位于西北区的巴门达大学成立前，布埃亚大学也是喀麦隆全国唯一以全英语授课的大学。在成立初期，学校以培养合格的翻译人才为主要任务。
2021年11月，学校遭到自制炸弹袭击，造成11人受伤，学校教师及学生因此一度被迫撤离。

## 外部連結
- 學校官網 （页面存档备份，存于）（英文）